# Херонімо де Агіляр
Херонімо де Агіляр (ісп. Gerónimo de Aguilar; 1489 — 1531) — іспанський священник-францисканець, конкістадор, перекладач, учасник підкорення Ацтецької імперії.

## Життєпис
Походив зі шляхетної родини. Про батьків немає відомостей. Народився в Есіха (Андалусія, Іспанія) у 1489 році. Отримавши церковну освіту, він прибув до колонії Санта-Марія де ла Антігва у Панамі у 1510 році. У 1511 році після повернення з Панами в Санто-Домінго (Гаїті) пережив корабельну аварію біля берегів Ямайки. З кількома іспанцями йому вдалося перебратися на рятувальну шлюпку. Втім їхня шлюпка підпливла до берега Юкатана в тій її частині, де мешкали канібали. Частина іспанців померла в дорозі від голоду і спеки, інші були принесені в жертву вороже налаштованими місцевими жителями.
Агіляру разом з Гонсало Герреро вдалося втекти вглиб півострова, де вони зустріли більш дружелюбне плем'я. Обидва, Агіляр і Герреро вивчили мову, вели їхній спосіб життя. Герреро одружився з місцевою жінкою, яка народила від нього дітей, а Агіляр залишався прихильним своїм поглядам духовної особи і відмовлявся від любовних зв'язків з будь-якою з наданих у його розпорядження вождем привабливих дівчат. Вождь урешті призначив його доглядачем свого гарему.
Після прибуття до берегів Юкатана флоту на чолі із Ернаном Кортесом Агіляр приєднався до нього. Кортес вирішив питання з мая стосовно Агіляра, запропонувавши їм викуп за нього у вигляді кількох скляних намист. Надалі Агіляр брав участь у протистоянні мая з іспанцями в області сучасного Табаско. Проте його роль полягала лише в перекладі з іспанської мови на маянську. Після підкорення останніх Агіляр познайомився з дівчиною-рабинею з ацтекської області — Малінче. Кортес спілкувався з Агіляром іспанською, Агіляр з Малінче мовою мая, а та, у свою чергу, з ацтеками на науатль. Водночас сам Агіляр став вчителем Малінче.
У 1519 році разом з іспанцями Агіляр вступив до Теночтітлана, де провів близько півроку. Влітку 1520 року в Ніч скорботи він зміг врятуватися. Є відомості про те, що Агіляр перебував з Кортесом у Чалько. Пізніше ймовірно був свідком облоги та знищення Теночтітлана. Про подальше життя замало інформації.
Відповідно до свідчення Diccionario Porrua, яке у більшості дослідників заслуговує довіру, Агіляр змінив своїм поглядам і вступив у зв'язок з індіанською жінкою на ім'я Ельвіра Тосненецін. У них нібито було дві дочки.
У 1526 році Агіляр отримав у володіння земельну ділянку в долині Мехіко. Після його смерті, яка наступила в 1531 році, земля була повернута іспанській короні. Через його статус духовної особи у нього не було законних спадкоємців, але одна з його доньок — Луїза — вступила в шлюб з конкістадорои Крістобалем де Оріа.